# 点估计
在统计学中，点估計（英語：point estimation）是指以样本数据来估计总体母數， 估计结果使用一个点的数值表示“最佳估计值”，因此称为点估计。由样本数据估计总体分布所含未知参数的真實值，所得到的值，称为估计值。
点估计可以与区间估计形成对比：这种区间估计通常是在频率论推断的情况下的置信区间 ，或在贝叶斯推断的情况下的可信区间 。

## 估计法
目前有多种估计法可供选择，每种估计法都有不同属性。 
- 最小方差均值无偏估计 （MVUE），能够使平方误差损失函数的风险 （预期损失）最小化。
- 最佳线性无偏估计 （BLUE）
- 最小均方误差 （MMSE）
- 中值无偏估计 ，能够使绝对误差损失函数的风险最小化
- 最大似然估计 （MLE）
- 矩估计和广义矩估计

## 贝叶斯点估计
贝叶斯推断通常基于后验分布 。  许多贝叶斯估计量是后验分布的集中趋势统计量，例如，它的均值，中位数或模式： 
- 后均值 ，最小化平方误差损失函数的（后验） 风险 （预期损失）;在贝叶斯估计中，风险是根据高斯观察到的后验分布来定义的。 [1]
- 后验中位数 ，最小化绝对值损失函数的后验风险，如拉普拉斯所观察到的。 [1] [2]
- 最大后验 （ MAP ），其发现最大的后验分布;对于统一的先验概率，MAP估计量与最大似然估计一致;

MAP估计具有良好的渐近性质，对于许多复杂问题，最大似然估计也存在局限性。 对于最大似然估计符合一致性的常规问题，最大似然估计的最终结果与MAP估计一致。     根据瓦尔德定理，贝叶斯估计是可以接受的。  
最小消息长度 （ MML ）点估计基于贝叶斯信息理论 ，并不与后验分布直接相关。 
贝叶斯滤波器存在以下特殊情况： 
- 卡尔曼滤波器
- 维纳过滤器

以下几种计算统计迭代法与贝叶斯分析有密切联系： 
- 粒子滤波器
- 马尔可夫链蒙特卡洛 （MCMC）

## 点估计的属性
- 估计量的偏差
- Rao-Cramér界

## 扩展阅读
- Bickel, Peter J. & Doksum, Kjell A.  I Second (updated printing 2007). Pearson Prentice-Hall. 2001.
- Lehmann, Erich. . 1983.
- Liese, Friedrich & Miescke, Klaus-J. . Springer. 2008.